# Вибір царської нареченої
«Ви́бір ца́рської нарече́ної» (рос. Выбор царской невесты) — короткометражний російський фільм Василя Гончарова, знятий в 1909 році. Вважається загубленим.

## Сюжет
За сюжетом п'єси Л. Мея «Псковитянка».

## Цікаві факти
- Розіграно трупою артистів Введенського народного дому.[1]